# ISO/IEC 2022
ISO 2022 formalnie ISO/IEC 2022 – standard ISO kodowania znaków — odpowiednikiem normy ECMA ECMA-35, standardu ANSI X3.41 i japońskiej normy przemysłowej JIS X 0202. Pochodzi z 1971 roku, ostatnio został zmieniony w 1994 roku. 
Schemat kodowania ISO/IEC 2022 jest zazwyczaj schematem kodowania znaków o zmiennej długości, który wykorzystuje jeden lub więcej bajtów lub dwa bajty na znak.
Zestawy kodów w ISO 2022:
- ISO-2022-JP – standardów kodowania japońskich znaków katakana[3], odpowiednik: JIS X 0201-1976, JIS X 0208-1978, JIS X 0208-1983
- ISO-2022-JP-1 – standardów kodowania japońskich znaków[4][5],
- ISO-2022-JP-2 – standardów kodowania japońskich znaków[5],
- ISO-2022-JP-3 – standardów kodowania japońskich znaków[5],
- ISO-2022-JP-2004 – standardów kodowania japońskich znaków[5],
- ISO-2022-KR – standard kodowania znaków koreańskich[6],
- ISO-2022-CN – standard kodowania znaków chińskich[6],
- ISO-2022-CN-EXT – standard kodowania znaków chińskich[6],